# 剑之尖端
《剑之尖端》（The Pointy End）是美国HBO播出的历史奇幻电视剧《权力的游戏》第一季第八集。本集于2011年6月5日首播，由丹尼尔·米纳汉执导，剧本由《冰与火之歌》系列小说的作者乔治·R·R·马丁编写，该剧正是基于这部小说改编而成。
本集讲述了奈德·史塔克被捕后的后续事件。当兰尼斯特家族试图俘获他的女儿时，他的儿子同时也是继承人的罗柏在北境集结军队。与此同时，丹妮莉丝目睹了多斯拉克人对一个和平村庄的袭击，而琼恩·雪诺在绝境长城面临着新的威胁。本集标题指的是琼恩在与艾莉亚告别前给她的剑术指导：“用剑的尖端刺他们”。
本集受到了评论家的好评，他们赞扬了马丁对自己作品的改编以及演员们的表演，特别是苏菲·特纳饰演的珊莎·史塔克获得了特别赞誉。该集献给因自然原因去世的执行制片人拉尔夫·维西纳扎（Ralph Vicinanza）。在美国，该集首播时的观众人数达到了272万。该集获得了艾美奖“剧集类杰出服装设计”提名，但最终输给了《波吉亚家族》。

## 剧情

### 在君临城
兰尼斯特家族扣留了奈德和珊莎，但艾莉亚的剑术老师西利欧·佛瑞尔挡住了御林铁卫，让艾莉亚得以逃脱。艾莉亚在逃跑时意外杀死了一名试图阻拦她的马童。
瑟曦说服珊莎写信给罗柏，恳求他前往君临城并向乔佛里宣誓效忠。乔佛里和瑟曦授予都城守卫队长爵位，并任命泰温为新任王国首相，詹姆为新任御林铁卫队长。珊莎恳求饶她父亲一命，而乔佛里同意宽恕他，只要奈德承认叛国罪并接受他为合法国王。

### 在长城以北
鲁温学士收到了珊莎的一封信，推断出她正受瑟曦·兰尼斯特操控。罗柏赢得了 “大琼恩” 安柏领主的敬重，并召集史塔克家族的封臣起兵，留下布兰掌管临冬城。但瑞肯却断言罗柏不会回来了。

### 在狭谷
在离开狭谷时遭到蛮族部落民伏击时，提利昂成功贿赂他们护送他和波隆前往泰温的营地。凯特琳·史塔克从一封书信中得知，儿子罗柏已召集北方诸侯起兵对抗兰尼斯特家族，而奈德被囚禁在君临城的地牢中。凯特琳因莱莎没把此事告知自己而大发雷霆，但仍恳请莱莎派狭谷骑兵支援罗柏，可莱莎怀疑罗柏能否击败泰温·兰尼斯特，拒绝了她的请求。

### 在绝境长城以北
泰温同意兑现提利昂对蛮族部落民的承诺，只要他们加入兰尼斯特军队，而他们要求提利昂随行作为担保。
凯特琳与史塔克军团汇合。罗柏在考虑是进攻泰温还是詹姆的部队后，派出一名被俘的兰尼斯特侦察兵给泰温送信，误导侦察兵以为罗柏将派出全部2万人马进攻泰温。

### 在绝境长城
琼恩和山姆带着班扬·史塔克游骑兵同伴的尸体返回绝境长城；尽管已死去数周，尸体却未见腐烂。杰奥拉·莫尔蒙告知琼恩南方的局势，但提醒他他对守夜人的承诺。琼恩因艾里沙爵士嘲笑奈德而试图攻击他，结果被关禁闭。
当天晚上，琼恩在冰原狼“白灵”的催促下查看莫尔蒙的房间。却遭到一名死去游骑兵的袭击，那名游骑兵已然变成白鬼，琼恩因此用火将其消灭。次日清晨，守夜人焚烧了所有尸体。

### 在拉扎尔
卓戈卡奥的卡拉萨洗劫了拉扎尔人的村庄，以筹集造船资金。作为卡丽熙，丹妮莉丝要求掠夺者与被俘的妇女结婚，而不是奴役她们，这激怒了掠夺者玛戈。卓戈在决斗中杀死了玛戈，但自己也受了伤，在极不情愿下接受了村里医师弥丽·马兹·笃尔的治疗。

## 制作

### 编剧

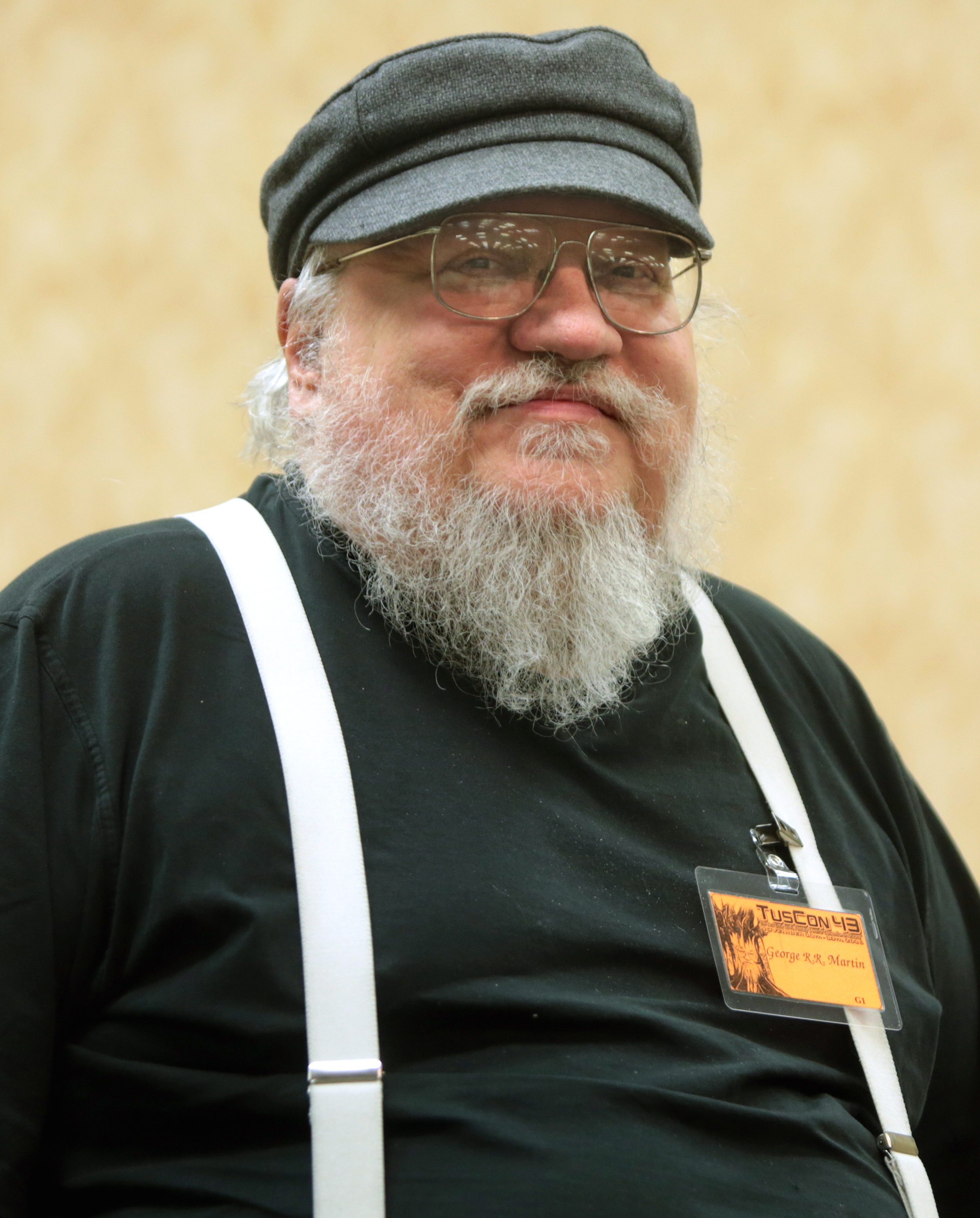
本集剧本由《冰与火之歌》作者乔治·R·R·马丁编写。

本集由《权力的游戏》原著《冰与火之歌》系列小说的作者乔治·R·R·马丁亲自编写。本集故事内容源自原著第43、51–54、55–58和61章（《提利昂VI》、《艾莉亚IV》、《珊莎IV》、《琼恩VII》、《布兰VI》、《凯特琳VIII》、《提利昂VII》、《珊莎V》、《艾德XV》的开头部分以及《丹妮莉丝VII》）。马丁在电视剧编剧方面经验丰富，但距离他上一次创作剧本已有十年之久。他表示，由于对角色和故事的熟悉，他编写这一集的剧本非常轻松，而其中最困难的部分是“适应必须使用的新编剧软件”。
马丁于2010年5月1日将剧本初稿交给了该剧的执行制片人大卫·贝尼奥夫和D·B·魏斯，并承认剧本可能“太长且成本太高”。事实上，马丁写的一个场景——罗柏·史塔克召集他父亲在北境的封臣，伴随着八个不同城堡收到召唤并出兵的蒙太奇——被认为无法拍摄。
本集第一个场景所描绘的提利昂与波隆从月亮山脉下山并并遇到部落民的桥段并不是马丁写的。由于这些场景原本计划作为第七集的一部分，它们由该集的作者大卫·贝尼奥夫和D·B·魏斯编写。正如电视剧制作中常见的情况一样，这个场景在剪辑过程中被从一集移到了另一集。
卓戈与马戈决斗的场景并不在原剧本中，但卓戈的扮演者杰森·莫玛认为卓戈作为一位强大的战士，其战斗能力却从未在屏幕上展现过，因此建议加入这一场景。

### 选角
《剑之尖端》一集首次登场两位原著中十分重要的常驻角色：克萊夫·曼特爾饰演北境封臣之一琼恩·安柏伯爵，他因为体型庞大而被称为“大琼恩”，伊恩·蓋爾德饰演泰溫·蘭尼斯特公爵的弟弟兼得力助手凱文·蘭尼斯特爵士。

### 拍摄地点

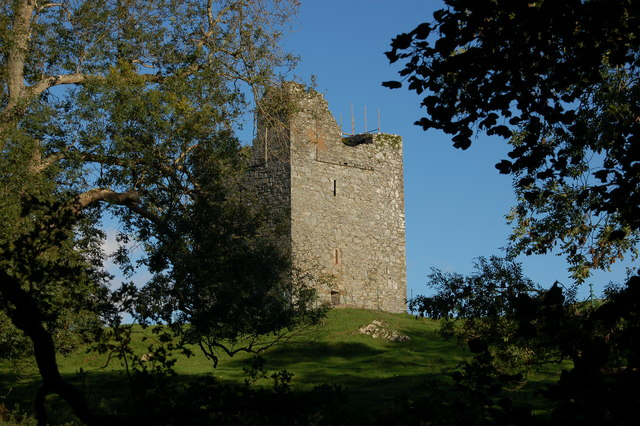
奥德利城堡曾是保卫颈峡的卡林湾 (Moat Cailin) 的一座废弃塔楼。

本集的内景是在彩绘大厅工作室拍摄的，包括所有发生在红堡和临冬城的场景。史塔克家族和兰尼斯特家族军营的外景则是在斯特兰福德村附近的沃德城堡庄园实景拍摄的。庄园中的奥德利城堡被用作卡林湾一座塔楼的残垣断壁，出现在凯特琳和罗德利克与罗柏军队会合的情节中。
多斯拉克人洗劫拉姆人村庄的场景拍摄于2010年10月下旬，地点位于马耳他的农业小镇马尼卡塔。而艾莉亚·史塔克找回她的佩剑“小剑”的红堡外景，则取景于圣安东宫。

### 鸣谢
本集被是为了纪念拉尔夫·维西纳扎（Ralph Vicinanza）。他曾是《权力的游戏》的联合执行制片人之一，并于2010年9月25日因脑动脉瘤在睡梦中去世。维西纳扎是负责乔治·R·R·马丁作品外语版权的文学代理人，也是管理公司Created By的联合创始人，该公司致力于基于维西南萨客户的作品开发电影和电视节目。维西纳扎在将马丁的作品搬上荧幕方面发挥了重要作用，向大卫·贝尼奥夫和D·B·魏斯推荐了这些书，并主导了与HBO的谈判。他去世时，HBO刚刚批准了该剧的制作。

## 评价

### 评级
本集首播时有270万观众收看，创下本季最高收视，重播时又增加了90万观众。因此，当晚的总观众人数达到了360万。

### 主流评论
《剑之尖端》受到评论家的一致好评。AOL TV的莫琳·瑞安称其为“迄今为止最好的集数”，并表示众多情节元素流畅展开，这一小时的剧情一气呵成，令她印象极为深刻。评论聚合器烂番茄统计了18篇对该集的评论，判定其中100%为正面评价，平均得分9.25分（满分10分）。该网站的评论共识写道：“《剑之尖端》是一集节奏紧凑的过渡剧集，尽管由原著小说家乔治·R·R·马丁撰写剧本，但它证明了这部剧如今正走出一条与原著不同的独立发展之路。”IGN的马特·福勒（Matt Fowler）评论说，这一集奈德的戏份不多，但情节却十分丰富；他很欣赏罗柏能成为焦点之一，观众也见证了他 “成长” 的一部分。

本集的多视角叙事受到了评论界关注：詹姆斯·希伯德在《娱乐周刊》上写道：“由于太多故事情节在不同地点展开，这部剧集往往显得脱节，但本集是迄今最具整体感的一集，因为整个王国都受到奈德·史塔克因叛国罪被捕的影响。”HitFix的艾伦·塞宾沃尔称本集是剧集中“迄今为止最繁忙的一集”，指出它不仅为本季最后两集做铺垫，还包含了精彩对话、出色的人物刻画以及目前为止最精彩的动作场面。AV Club的大卫·西姆斯（David Sims）认为该集“巧妙地让观众紧跟剧情发展，同时保持了该剧自始以来的视角叙事风格”。文化评论网站Cultural Learnings的迈尔斯·麦克纳特（Myles McNutt）认为，这一集“充满了以最少篇幅推动重大剧情的时刻。我们不会长时间停留在任何一个地点，而是通过简短场景推进关键情节发展。”
许多评论家认为，本集的精彩表现很大程度上归功于乔治·R·R·马丁的剧本。塞宾沃尔指出：“马丁的任务并不轻松，他需要将《尖锐之端》中的事件戏剧化，但最终呈现的效果依然出色。”莫琳·瑞安认为，那些怀疑马丁是否已经忘记如何编写电视剧本的人，现在可以放心了。AV Club的艾米丽·范德沃夫（Emily VanDerWerff）在“专家”评论指出：“本集中明显能感受到马丁的笔触。此前在荧幕上略显平淡的角色（如珊莎）突然变得鲜活，而此前表现出色的角色（如提利昂和艾莉亚）也得到了更多有趣且自然的戏份。”
珊莎·史塔克的戏份也备受关注。来自westeros.org网站的埃利奥·加西亚（Elio Garcia）称：“苏菲·特纳在她的戏份中真正绽放光彩。很多人对珊莎的评价相当严苛，但除非铁石心肠，否则很难不对她在这一集中的困境产生同情。”许多影评人对此感同身受，好几位影评人都对珊莎从一个 “被宠坏的任性丫头” 转变为一个迷茫却勇敢的少女这一过程给予了积极评价。《时代》周刊的影评人詹姆斯·波尼沃齐克（James Poniewozik）强调了罗柏·史塔克这一角色的成长，对马丁的编剧和理查德·麦登的表演都称赞有加。莫琳·瑞安特别提到了西利欧·佛瑞尔与兰尼斯特家的士兵对峙、好让艾莉亚逃脱的那场戏，她认为这段戏的调度堪称大师手笔。

#### 获奖和提名
| 年份 | 奖项                   | 类别               | 被提名人                              | 结果 | 引用来源 |
| ---- | ---------------------- | ------------------ | ------------------------------------- | ---- | -------- |
| 2011 | 艾美奖黄金时段创意艺术 | 剧集类杰出服装设计 | 米歇尔·克莱普顿和蕾切尔·韦伯-克罗齐尔 | 提名 | [ 26 ]   |